# Palm Springs (film)
Palm Springs är en amerikansk romantisk komedifilm från 2020 regisserad av Max Barbakow och skriven av Andy Siara. I filmen medverkar Andy Samberg, Cristin Milioti, Peter Gallagher och J.K. Simmons och följer två främlingar som träffas vid ett bröllop i Palm Springs.
Filmen hade världspremiär på Sundance Film Festival den 26 januari 2020 och släpptes i utvalda teatrar och digitalt i Hulu den 10 juli 2020. Filmen hade premiär den 9 oktober 2020 i Sverige.

## Rollista
- Andy Samberg som Nyles
- Cristin Milioti som Sarah Wilder
- J.K. Simmons som Roy
- Peter Gallagher som Howard Wilder
- Meredith Hagner som Misty
- Camila Mendes som Tala Anne Wilder
- Tyler Hoechlin som Abraham Eugene Trent "Abe" Schlieffen
- Chris Pang som Trevor
- Jacqueline Obradors som Pia Wilder
- Juni Squibb som Nana Schlieffen
- Dale Dickey som Darla
- Clifford V. Johnson som sig själv

## Produktion
Andy Siara skrev det första utkastet till manuset under sitt andra år som filmstudent och inkluderade inte delar av science fiction. Han sa att manuset ursprungligen hade mer gemensamt med Farväl Las Vegas än Måndag hela veckan. Siara fortsatte med att skriva för TV-serien Lodge 49 och utvecklade manuset till ett mer ambitiöst projekt.
Projektet tillkännagavs i november 2018 efter att det säkerställde en skattekredit för att spela in i Kalifornien, men på grund av begränsningarna av den skattekrediten tvingades de spela in i Los Angeles-området snarare än Palm Springs. Andy Samberg avslöjades som huvudrollen i filmen. I mars 2019 rollbesattes Cristin Milioti och J.K. Simmons. I april rollbesattes Camila Mendes.

## Släpp
Palm Springs hade världspremiär på Sundance Film Festival den 26 januari 2020. Strax efter skaffade Hulu distributionsrättigheterna för filmen. Hulu betalade enligt uppgift 17,5 miljoner dollar för filmen.
Filmen släpptes i USA digitalt på Hulu och i utvalda drive-in-teatrar den 10 juli 2020. I augusti 2020 rapporterades att 8,1 procent av prenumeranterna på Hulu hade sett filmen under första månaden.